# Frankrijk op de Europese kampioenschappen atletiek 2010
Frankrijk was door 60 atleten vertegenwoordigd op de Europese kampioenschappen atletiek 2010.

## Deelnemers
| Onderdeel            | Mannen                                                                                                  | Vrouwen |
| -------------------- | --- | --- |
| 100 m                | Christophe Lemaitre Martial Mbandjock Ronald Pognon                                                     | Véronique Mang Christine Arron                                                                                       |
| 200 m                | Christophe Lemaitre David Alerte Martial Mbandjock                                                      | Lina Jacques-Sébastien Myriam Soumaré Véronique Mang                                                                 |
| 400 m                | Leslie Djhone Yannick Fonsat                                                                            | Muriel Hurtis-Houairi Virginie Michanol                                                                              |
| 800 m                | Hamid Oualich                                                                                           | |
| 1500 m               | Yoann Kowal                                                                                             | |
| 10,000 m             | Abdellatif Meftah                                                                                       | |
| Marathon             | James Theuri                                                                                            | |
| 110/100 m horden     | Garfield Darien Dimitri Bascou                                                                          | |
| 400 m horden         | Fadil Bellaabouss Héni Kechi Sébastien Maillard                                                         | |
| 3000 m steeplechase  | Bouabdellah Tahri Mahiedine Mekhissi-Benabbad Vincent Dandrieux                                         | Sophie Duarte |
| Polsstokhoogspringen | Renaud Lavillenie Damiel Dossevi Romain Mesnil                                                          | |
| Verspringen          | Salim Sdiri Kafétien Gomis                                                                              | Éloyse Lesueur |
| Hink-stap-springen   | Teddy Tamgho Benjamin Compaoré                                                                          | |
| Kogelstoten          | Yves Niaré                                                                                              | |
| Hamerslingeren       | Nicolas Figère                                                                                          | Stephanie Falzon |
| Speerwerpen          | Jérôme Haeffler                                                                                         | |
| Zevenkamp/tienkamp   | Romain Barras Nadir El Fassi Florian Geffrouais                                                         | Antoinette Nana Djimou                                                                                               |
| 20 km snelwandelen   | Hervé Davaux                                                                                            | |
| 50 km snelwandelen   | Yohann Diniz                                                                                            | |
| 4 x 100 m            | Christophe Lemaitre Martial Mbandjock Jimmy Vicaut David Alerte Ronald Pognon Pierre-Alexis Pessonneaux | Véronique Mang Christine Arron Myriam Soumaré Lina Jacques-Sébastien Céline Distel Nelly Banco Muriel Hurtis-Houairi |
| 4 x 400 m            | Leslie Djhone Yannick Fonsat Teddy Venel Mamadou Hanne Mame-Ibra Anne Youness Gurachi                   | Muriel Hurtis-Houairi Virginie Michanol Floria Guei Virginie Michanol Marie-Angélique Lacordelle                     |

## Resultaten

### 100m

#### Mannen
- Ronald Pognon
  - Ronde 1: 10.46 (Q)
  - Halve Finale: 13de in 10,43 (NQ)
- Martial Mbandjock
  - Ronde 1: 10.26 (Q)
  - Halve finale: 5de in 10,19 (Q)
  - Finale:  in 10,18 (SB)
- Christophe Lemaitre
  - Ronde 1: 10.19 (Q)
  - Halve finale: 1ste in 10,06 (Q)
  - Finale:  in 10,11

#### Vrouwen
- Véronique Mang:
  - Reeksen: 11,35 (Q)
  - Halve finale: 2de in 11,12 (PB) (Q)
  - Finale:  in 11,11 (PB)
- Christine Arron
  - Reeksen: 11,45 (Q)
  - Halve finale: 5de in 11,24(Q)
  - Finale: 8ste in 11,37
- Myriam Soumaré
  - Reeksen: 11,35 (SB) (Q)
  - Halve finale: 3de in 11,13 (Q)
  - Finale:  in 11,18

### 110m horden mannen
- Garfield Darien
  - Reeksen: 3de in 13,50 (Q)
  - Halve finale: 1ste in 13,39 (SB) (Q)
  - Finale:  in 13,34 (PB)
- Dimitri Bascou
  - Reeksen: 10de in 13,65 (SB) (q)
  - Halve finale: 8ste in 13,57 (q)
  - Finale: 4de in 13,41 (PB)
- Ladji Doucouré
  - Reeksen: 18de in 13,82 (Q)
  - Halve finale: 10de in 13,80 (NQ)

### 200m

#### Mannen
- Christophe Lemaitre
  - Reeksen: 3de in 20,64 (Q)
  - Halve finale: 1ste in 20,39 (Q)
  - Finale:  in 20,37
- David Alerte
  - Reeksen: 6de in 20,70 (Q)
  - Halve finale: 5de in 20,59 (Q)
  - Finale: 8ste in 1.27,24
- Martial Mbandjock
  - Reeksen: 13de in 20,83 (Q)
  - Halve finale: 6de in 20,62 (Q)
  - Finale:  in 20,42

#### Vrouwen
- Lina Jacques-Sébastien
  - Reeksen: 4de met 23,21 (Q)
  - Halve finale: 3de in 22,84 (PB) (Q)
  - Finale: 5de met 22,59 (PB)
- Myriam Soumaré
  - Reeksen: 5de met 23,22 (Q)
  - Halve finale: 6de in 23,02 (Q)
  - Finale:  in 22,32 (EL)
- Véronique Mang
  - Reeksen: 9de met 23,57 (Q)
  - Halve finale: 8ste in 23,21 (q)
  - Finale: gediskwalificeerd

### 400m

#### Mannen
- Yannick Fonsat
  - Ronde 1: 46,26 (Q)
  - Halve finale: 15de in 46,03 (NQ)
- Teddy Venel
  - Ronde 1: 46,18 (Q)
  - Halve finale: 9de in 45,55 (SB) (NQ)
- Leslie Djhone
  - Ronde 1: 45,79 (Q)
  - Halve finale: 3de in 44,87 (SB) (Q)

#### Vrouwen
- Muriel Hurtis-Houairi
  - Reeksen: 6de in 51,97 (q)
  - Finale: 8ste in 52,05
- Virginie Michanol
  - Reeksen: 9de in 52,37 (NQ)

### 400m horden mannen
- Fadil Bellaabouss
  - Reeksen: 50,32 (Q)
  - Halve finale: 6de in 50,09 (Q)
  - Finale: 8ste in 1.02,94
- Héni Kechi
  - Reeksen: 50,50 (Q)
  - Halve finale: 5de in 50,05 (Q)
  - Finale: 4de in 49,34 (PB)
- Sébastien Maillard
  - Reeksen: 50,73(Q)
  - Halve finale: 14de in 51,26 (NQ)

### 800m mannen
- Hamid Oualich
  - Reeksen: 8ste in 1.49,92 (Q)
  - Halve finale: 4de in 1.48,06 (q)
  - Finale: 8ste in 1.49,77

### 1500m

#### Mannen
- Yoann Kowal
  - Reeksen: 9de in 3.42,06 (q)
  - Finale: 5de in 3.43,71

#### Vrouwen
- Fanjanteino Félix
  - Reeksen: 2de in 4.04,75 (Q)
  - Finale: 8ste in 4.04,16
- Hind Debiha
  - Reeksen: 12de in 4.06,17 (Q)
  - Finale:  in 4.01,17

### 3000m steeple

#### Mannen
- Bouabdellah Tahri
  - Reeksen: 4de met 8.30,11 (Q)
  - Finale:  in 8.09,28
- Mahiedine Mekhissi-Benabbad
  - Reeksen: 1ste met 8.27,32 (Q)
  - Finale:  in 8.07,87 (CR)
- Vincent Dandrieux
  - Reeksen: 18de met 8.38,33 (NQ)

#### Vrouwen
- Sophie Duarte
  - Reeksen: 9.42,33(q)
  - Finale: 7de in 9.35,52 (SB)

### 5000m mannen
- Noureddine Smaïl
  - Reeksen: 10de in 13.38,49 (Q)
  - Finale: 5de in 13.38,70

### 10000m mannen
- Abdellatif Meftah: 10de in 29:14.74

### 20km snelwandelen
Hervé Davaux: 13de in 1:24.12

### 50km snelwandelen
- Yohann Diniz:  in 3:40.37

### 4x100m

#### Mannen
- Reeksen: 3de in 39,12 (Q)
- Finale:  in 38,11 (EL)

#### Vrouwen
- Reeksen: 4de in 43,35 (Q)
- Finale:  in 42,45

### 4x400m

#### Mannen
- Reeksen: 8ste in 3.05,32 (q)

#### Vrouwen
- Reeksen: 5de in 3.29,25 (Q)
- Finale: 6de in 3.28,11

### Hamerslingeren mannen
- Nicolas Figère
  - Kwalificatie: 75,85m (Q)
  - Finale: 11de met 72,56m

#### Vrouwen
- Stéphanie Falzon
  - Kwalificatie: 64,34m (NQ)

### Hink-stap-springen mannen
- Teddy Tamgho
  - Kwalificatie: 17,37m (Q)
  - Finale:  met 17,45m
- Benjamin Compaoré
  - Kwalificatie: 17,19m (Q)
  - Finale: 5de met 16,99m

### Polsstokhoogspringen mannen
- Renaud Lavillenie
  - Kwalificatie: 4de met 5,65m (Q)
  - Finale:  met 5,85m
- Damiel Dossevi
  - Kwalificatie: 9de met 5,60m (q)
  - Finale: 5de met 5,70m
- Romain Mesnil
  - Kwalificatie: 6de met 5,65m (Q)
  - Finale: 8ste met 5,60m

### Kogelstoten mannen
- Yves Niaré
  - Kwalificatie: geen geldige worp

### Speerwerpen mannen
- Jérôme Haeffler
  - Kwalificatie: 18de met 75,60m (NQ)

### Verspringen mannen
- Salim Sdiri
  - Kwalificatie: 7de met 8,09m (Q)
  - Finale: 4de met 8,20m
- Kafétien Gomis
  - Kwalificatie: 9de met 8,04m(Q)
  - Finale:  met 8,24m

### Marathon mannen
- James Theuri: opgave

### Zevenkamp
- Antoinette Nana Djimou
  - 100m horden: 13,40 (PB) (1065ptn)
  - Hoogspringen: 1,71m (867ptn)
  - 200m: 24,97 (890ptn)
  - Verspringen: 5,45m (686ptn)

### Tienkamp
- Romain Barras
  - 100m: 11,09 (841ptn)
  - Verspringen: 7,24m (SB) (871ptn)
  - Kogelstoten: 15,15m (799ptn)
  - Hoogspringen: 2,04m (PB) (840ptn)
  - 400m: 48,33 (SB) (893ptn)
  - 110m horden: 14,22 (946ptn)
  - Discuswerpen: 44,51m (757ptn)
  - Polsstokspringen: 5,05m (PB) (926ptn)
  - Speerwerpen: 65,77m (SB) (825ptn)
  - 1500m: 4.28,43 (755ptn)
  - EINDKLASSEMENT:  met 8453ptn (EL)

- Nadir El Fassi
  - 100m: 11,16 (825ptn)
  - Verspringen: 7,42m (SB) (915ptn)
  - Kogelstoten: 13,79m (715ptn)
  - Hoogspringen: 1,89m (705 ptn)
  - 400m: 50,20 (805ptn)
  - 110m horden: 14,65 (892ptn)
  - Discuswerpen: 41,53m (696ptn)
  - Polsstokspringen: 4,95m (PB) (895ptn)
  - Speerwerpen: 51,49m (611ptn)
  - 1500m; 4.17,25 (SB) (830ptn)
  - EINDKLASSEMENT: 12de met 7906ptn

- Florian Geffrouais
  - 100m: 11,09 (841ptn)
  - Verspringen: 6,88m (785ptn)
  - Kogelstoten: 11,26m (562ptn)
  - Hoogspringen: 1,86m (679ptn)
  - 400m: 49,15 (PB) (854ptn)
  - 110m horden: 14,97 (PB) (853ptn)
  - Discuswerpen: 42,28m (711ptn)
  - Polsstokspringen: 4,75m (PB) (834ptn)
  - Speerwerpen: 61,99m (768ptn)
  - 1500m: 4.22,88 (PB) (792ptn)
  - EINDKLASSEMENT: 16de met 7706ptn

Albanië · Andorra · Armenië · Azerbeidzjan · België · Bosnië en Herzegovina · Bulgarije · Cyprus · Denemarken · Duitsland · Estland · Finland · Frankrijk · Georgië · Gibraltar · Griekenland · Groot-Brittannië · Hongarije · Ierland · IJsland · Israël · Italië · Kroatië · Letland · Liechtenstein · Litouwen · Luxemburg · Macedonië · Malta · Moldavië · Monaco · Montenegro · Nederland · Noorwegen · Oekraïne · Oostenrijk · Polen · Portugal · Roemenië · Rusland · San Marino · Servië · Slovenië · Slowakije · Spanje · Tsjechië · Turkije · Wit-Rusland · Zweden · Zwitserland